# Collegio uninominale Puglia - 04 (Senato della Repubblica 2017)
Il collegio elettorale uninominale Puglia - 04 è stato un collegio elettorale uninominale della Repubblica Italiana per l'elezione del Senato tra il 2017 ed il 2022.

## Territorio
Come previsto dalla legge elettorale italiana del 2017, il collegio era stato definito tramite decreto legislativo all'interno della circoscrizione Puglia.
Era formato dal territorio di 21 comuni: Adelfia, Alberobello, Brindisi, Carovigno, Casamassima, Castellana Grotte, Ceglie Messapica, Cellamare, Cisternino, Conversano, Fasano, Gioia del Colle, Locorotondo, Mola di Bari, Monopoli, Noci, Ostuni, Polignano a Mare, Putignano, Rutigliano, San Vito dei Normanni.
Il collegio era quindi compreso tra la città metropolitana di Bari e la provincia di Brindisi.
Il collegio era parte del collegio plurinominale Puglia - 02.

## Eletti
| Elezione | Elezione | Senatore        | Partito            |
| -------- | -------- | --------------- | ------------------ |
|          | 2018     | Pasqua L'Abbate | Movimento 5 Stelle |

## Dati elettorali

### XVIII legislatura
Come previsto dalla legge elettorale, 116 senatori erano eletti con sistema a maggioranza relativa in altrettanti collegi uninominali a turno unico.
| Candidati              | Candidati                 | Voti    | %     | Liste                                | Voti    | %     |
| ---------------------- | ------------------------- | ------- | ----- | ------------------------------------ | ------- | ----- |
|                        | Pasqua L'Abbate ✔️ Eletto | 115 848 | 43,47 | Movimento 5 Stelle                   | 115 848 | 43,47 |
|                        | Tommaso Scatigna          | 89 208  | 33,47 | Forza Italia                         | 55 045  | 20,66 |
| Lega                   | Tommaso Scatigna          | 89 208  | 33,47 | 18 314                               | 6,87    |       |
| Fratelli d'Italia      | Tommaso Scatigna          | 89 208  | 33,47 | 9 161                                | 3,44    |       |
| Noi con l'Italia - UDC | Tommaso Scatigna          | 89 208  | 33,47 | 6 688                                | 2,51    |       |
|                        | Fabiano Amati             | 45 018  | 16,89 | Partito Democratico                  | 38 544  | 14,46 |
| +Europa                | Fabiano Amati             | 45 018  | 16,89 | 3 442                                | 1,29    |       |
| Italia Europa Insieme  | Fabiano Amati             | 45 018  | 16,89 | 2 194                                | 0,82    |       |
| Civica Popolare        | Fabiano Amati             | 45 018  | 16,89 | 838                                  | 0,31    |       |
|                        | Pier Luigi Sozzi          | 7 264   | 2,73  | Liberi e Uguali                      | 7 264   | 2,73  |
|                        | Biagio Grassi             | 2 375   | 0,89  | Potere al Popolo!                    | 2 375   | 0,89  |
|                        | Nancy Negro               | 1 715   | 0,64  | Italia agli Italiani                 | 1 715   | 0,64  |
|                        | Vincenzo Fortunato        | 1 383   | 0,52  | Il Popolo della Famiglia             | 1 383   | 0,52  |
|                        | Maria Teresa Colucci      | 1 346   | 0,51  | CasaPound                            | 1 346   | 0,51  |
|                        | Vito Falcone              | 1 073   | 0,40  | Partito Comunista                    | 1 073   | 0,40  |
|                        | Francesco Falcone         | 974     | 0,37  | PRI - ALA                            | 974     | 0,37  |
|                        | Teresa Santantonio        | 293     | 0,11  | Lista del Popolo per la Costituzione | 293     | 0,11  |
| Totale                 | Totale                    | 266 497 | 100   |                                      | 266 497 | 100   |
|                        |                           |         |       |                                      |         |       |
| Voti non validi        | Voti non validi           | 9 901   | 3,58  |                                      |         |       |
| Votanti                | Votanti                   | 276 398 | 70,77 |                                      |         |       |
| Elettori               | Elettori                  | 390 550 |       |                                      |         |       |